# Ceiba soluta
Ceiba soluta là một loài thực vật có hoa trong họ Cẩm quỳ. Loài này được (Donn.Sm.) Ravenna mô tả khoa học đầu tiên năm 1998.